# Königlich Preußen

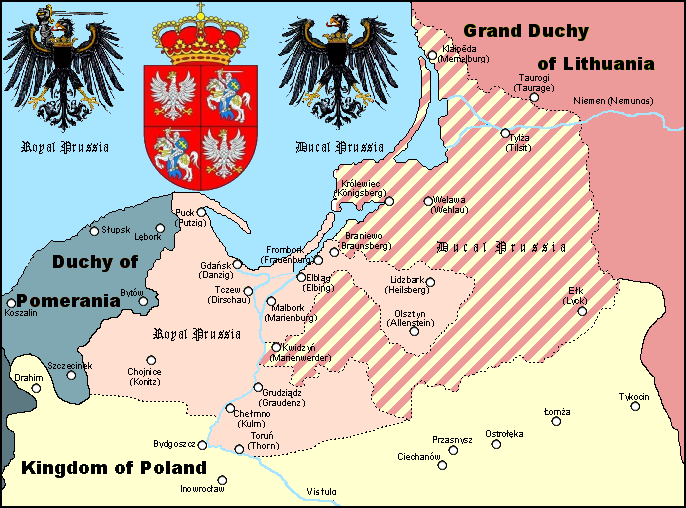
Karte von Königlich Preußen (Royal Prussia, hellbraun), Herzogtum Preußen (Ducal Prussia, gestreift) und Teilen der umgebenden Länder Litauen (Grand Duchy of Lithuania), Polen (Kingdom of Poland) und Pommern (Duchy of Pomerania) mit den Wappen des Königs von Polen zwischen den Adlern des Königlichen und Herzoglichen Preußens

Flagge von Königlich Preußen

Königlich Preußen (polnisch Prusy Królewskie; deutsch auch Preußen Königlichen Anteils oder kurz Polnisch Preußen) waren die westlichen Landesteile des ehemaligen Deutschordensstaates, die von 1453 bis 1772 unmittelbar der Krone Polen unterstanden. Sie umfassten den größten Teil des links der Weichselmündung liegenden Pommerellen, das Kulmerland sowie einige westliche Teile der historischen Landschaft Preußen (Land Marienburg und Ermland).
Königlich Preußen war ein autonomer, vom Deutschen Orden 1453 abgefallener und 1466 offiziell abgetretener Ständestaat mit einem eigenen Landtag. Er war aus dem von den Ständen – also Städten und Adel – des Ordensstaats gebildeten Preußischen Bund hervorgegangen, der den König von Polen als seinen Landesherrn anerkannt hatte. Zunächst war das Land in Personalunion, ab 1569 in Realunion mit der Krone Polen verbunden. Bei der ersten Teilung Polens kam es 1772 als Provinz Westpreußen zum Staat Preußen.
Das Attribut „königlich“ grenzte es von dem beim Deutschen Orden verbliebenen östlichen Preußen ab, für das dieser von 1466 bis 1657 ebenfalls die polnische Lehenshoheit anerkennen musste. Dieser Teil wurde 1525 in das Herzogtum Preußen und 1701, einige Jahrzehnte nach Erlangung seiner Souveränität, in ein Königreich umgewandelt, als Kurfürst Friedrich III. von Brandenburg sich als Friedrich I. selbst zum König krönte.
Chronisten und Kartografen bezeichneten Polnisch-Preußen lateinisch Prussia Occidentalis bzw. Prut(h)enia Occidentalis und Teile davon auch als Pom(m)erella, wie zum Beispiel Abraham Ortelius, der dessen Lage ausdrücklich als „uterque ripis Vistulae“, also „an beiden Ufern der Weichsel“ beschrieb.

## Wichtigste Ortschaften und Verwaltungsgliederung

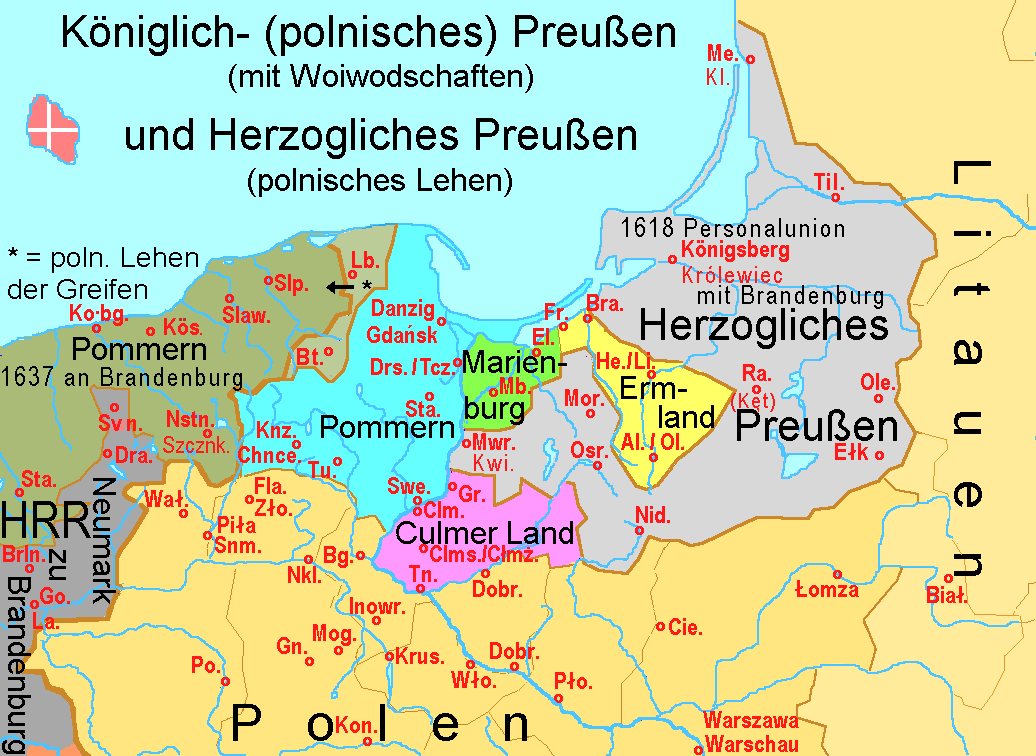
Die vier Verwaltungsbezirke des Königlichen Preußens:
Kulm (Culmer Land),
Pommerellen (Pommern),
Marienburg und
Fürstbistum Ermland (Ermland),
das vom Herzogtum Preußen (Herzogliches
Preußen) fast vollständig umgeben ist

Nachdem sich der Preußische Bund als Preußen Königlichen Anteils der Schutzherrschaft des polnischen Königs unterstellt hatte, wurde das Land mit Ausnahme des Bistums Ermland, das dem Bischof überlassen blieb, in drei Woiwodschaften eingeteilt, so dass insgesamt vier Verwaltungsbezirke bestanden:
- Woiwodschaft Kulm
- Woiwodschaft Marienburg
- Woiwodschaft Pommerellen
- Fürstbistum Ermland

Das Fürstentum Ermland war landesrechtlich einer Woiwodschaft gleichgestellt.
Die vom Landadel gewählten Landtage (polnisch Sejmiki) der Woiwodschaft Pommerellen, der beiden anderen Woiwodschaften und des Fürstbistums entsandten jeweils einen Abgeordneten in den Reichstag des Königreichs Polen, ab 1569 in den gemeinsamen Polnisch-litauischen Reichstag der Adelsrepublik Polen-Litauen.
Jede der drei Woiwodschaften war in kleinere Verwaltungseinheiten, die als Distrikte bezeichnet wurden, untergliedert. Diese Distrikte waren größer als später die deutschen Landkreise oder die diesen flächenmäßig in etwa entsprechenden polnischen Powiate.
Die Städte Danzig, Elbing und Thorn unterstanden zwar formal dieser Struktur, besaßen aber weitgehende Autonomierechte.

### Woiwodschaft Kulm
Die Woiwodschaft Kulm war untergliedert in fünf kleinere Verwaltungseinheiten:
- Distrikt Thorn
- Distrikt Rheden
- Distrikt Graudenz
- Distrikt Strasburg
- Distrikt Neumark

Die beiden letzteren Distrikte bildeten zusammen das Michelauer Land. In diesen fünf Distrikten befanden sich folgende bedeutende Städte:
1. Thorn, an der Weichsel gelegen, älteste Stadt in Preußen, erste der drei größten Städte in Preußen Königlichen Anteils, mit einem evangelischen Gymnasium illustre
2. Kulm, an der Weichsel gelegen, Hauptstadt der Woiwodschaft und Sitz sowohl des Woiwoden als auch eines oberen Kastellans, unter der Herrschaft des Bischofs des Bistums Kulm stehend
3. Culmsee, Sitz des Bischofs des Bistums Kulm
4. Schönsee, Sitz des Schlossgerichts des Woiwoden, Veranstaltungsort des kleinen Landtags der Woiwodschaft
5. Strasburg, an der Drewenz gelegen, Sitz einer Starostei
6. Golub, an der Drewenz gelegen, Sitz einer Starostei
7. Rheden, Sitz eines Landgerichts
8. Graudenz, auf einer Insel in der Ossa gelegen, die hier in die Weichsel fließt, im Verein mit Marienburg wechselweiser Veranstaltungsort des gemeinen preußischen Landtags
9. Neumark, an der Drewenz gelegen
10. Löbau, früherer Wohnsitz der Kulmer Bischöfe

### Woiwodschaft Marienburg
Die Woiwodschaft Marienburg war untergliedert in vier kleinere Verwaltungseinheiten:
- Distrikt Marienburg
- Distrikt Christburg
- Distrikt Stuhm
- Distrikt Tolkemit

Sie erstreckte sich über drei Werder im Weichseldelta, nämlich das Große Marienburger Werder, das Kleine Marienburger Werder und das Elbinger Werder. In diesen vier Distrikten befanden sich folgende bedeutende Städte:
1. Marienburg, an der Nogat gelegen, Sitz des Woiwoden, im Verein mit Graudenz wechselweiser Veranstaltungsort des gemeinen preußischen Landtags dieser Woiwodschaft
2. Stuhm, Sitz eines Starosten und des Landgerichts, auch Veranstaltungsort des preußischen Landtags dieser Woiwodschaft
3. Christburg, Sitz des Schlossgerichts für alle vier Distrikte dieser Woiwodschaft
4. Elbing, befestigte Stadt am Elbing, einem Fluss, der aus dem nahegelegenen Drausensee kommt, zweitgrößte Stadt in Preußen, hatte ein evangelisches Gymnasium
5. Tolkemit, Sitz eines Starosten

### Woiwodschaft Pommerellen
Die Woiwodschaft Pommerellen, die von Alters her ein Teil des Herzogtums Pommerellen gewesen war, war in sieben kleinere Verwaltungseinheiten untergliedert:
- Distrikt Dirschau (einschließlich des Danziger Bezirks)
- Distrikt Neuenburg
- Distrikt Schwetz
- Distrikt Tuchel
- Distrikt Schlochau
- Distrikt Putzig
- Distrikt Mirchau

In diesen sieben Distrikten befanden sich folgende bedeutende Ortschaften
1. Danzig, an der Weichsel gelegene befestigte Handelsstadt mit einem Seehafen an der Danziger Bucht, drittgrößte preußische Stadt, dazugehörig das Danziger Werder, das von der Weichsel und von der Mottlau umflossen ist, die Frische Nehrung, die Festung Weichselmünde am westlichen Mündungsarm des Ausflusses der Weichsel in die Ostsee und die Kleinstadt Hela auf der Halbinsel Hela
2. Oliva, Stadt mit einem Zisterzienserkloster
3. Putzig, Sitz eines Starosten
4. Mirchau, Sitz eines Starosten
5. Dirschau, an der Weichsel gelegen
6. Schöneck, am Fluss Ferse gelegen, Sitz des Schlossgerichts dieser Woiwodschaft
7. Stargard, am Fluss Ferse gelegen, Veranstaltungsort des Landtags dieser Woiwodschaft
8. Schwetz, an der Weichsel gelegen
9. Tuchel, unweit der Brahe gelegen
10. Konitz
11. Schlochau

### Fürstentum Ermland
Das Fürstentum Ermland, das unter der Herrschaft der ermländischen Bischöfe stand, war in zehn Amtsbezirke unterteilt. Die wichtigsten Ortschaften waren:
1. Frauenburg, am Frischen Haff gelegen, Sitz des Domkapitels des Bistums Ermland
2. Braunsberg, an der Passarge gelegen, hatte eine Jesuitenschule
3. Heilsberg, an der Alle gelegen, mit dem Residenzschloss des ermländischen Bischofs.

## Geschichte

### Allianz des Preußischen Bundes mit dem König von Polen
Aus Unzufriedenheit mit der Innen- und Steuerpolitik des Deutschen Ordens gründete sich 1440 der Preußische Bund. 1452 ließen sich die preußischen Städte von Kaiser Friedrich III. ihre Privilegien und Handfesten bestätigen, damit der Deutsche Orden abgehalten würde, diese zu schmälern. Unter Führung Hans von Baysens sagte sich der Bund Anfang 1454 vom Deutschen Orden los und stellte sich unter den Schutz des Königs von Polen, Kasimirs IV. des Jagiellonen.
Das vom Bund dem König zum Schutz angebotene preußische Gebiet wurde zwar pro forma vom polnischen König in sein Reich inkorporiert, wie der auf den 6. März 1454 rückdatierte Krakauer Freibrief (Privilegium incorporationis) es beschreibt, aber der Beitritt wurde erst durch die Gegenurkunde der preußischen Stände vom 14. April 1454 wirksam, unter Feststellung der vereinbarten Autonomierechte. Das Urkundenpaar ist wesentlicher Bestandteil der Verfassung des preußischen Ständestaates unter der polnischen Krone.
Preußen Königlichen Anteils wurde also keineswegs eine polnische Provinz, sondern blieb ein eigenständiges Land mit einer eigenen Landesverfassung. Die gegenseitigen Vereinbarungen betrafen im Wesentlichen folgende Punkte:
1. Die preußischen Standesherrn sollen bezüglich Ehre und Prärogativen den Herren in Polen gleichgestellt sein und zur Wahl des Königs in Polen ihren Beitrag leisten.
2. Sie sollen vom König gegen alle ihre Feinde geschützt werden.
3. Der König wolle alle ihre Rechte und Freiheiten schützen und erhalten.
4. Der Pfundzoll und andere Auflagen zu Wasser und zu Lande sollen aufgehoben werden.
5. Schiffbrüchige Fracht, die zuvor der Orden für sich beanspruchte, solle dem Eigentümer zurückgegeben werden und, falls keiner vorhanden, dem König zufallen.
6. Ämter und Würden sollen ausschließlich eingebürgerten Landsleuten verliehen werden.
7. Wichtige Preußen betreffende Angelegenheiten sollen mit den zuständigen Landräten beratschlagt und beschlossen werden.
8. Die Landesgrenzen sollen nicht verändert werden.
9. Thorn und Danzig sollen befugt sein, Münzen zu schlagen.
10. Der Handel soll überall frei sein, und es soll beim alten Zoll sein Bewenden haben.

Sämtliche Einwohner behielten ihre Vorrechte und Privilegien und den freien Gebrauch der bisher im Land üblich gewesenen Rechte (in den Städten galt nur das Kulmer Recht) und die Zahlung des Lehnsnexus hörte auf.
Nach diesen Verträgen kam es zum Dreizehnjährigen Krieg bzw. zum Preußischen Städtekrieg von Teilen der preußischen Stände und Städte gegen die Herrschaft des Deutschen Ordens, der schnell viele der schwach besetzten Burgen verlor. In der Schlacht bei Konitz, 1454, schlug der Deutsche Orden dank seiner Söldner aus Schlesien und Böhmen den polnischen König samt den Truppen des Allgemeinen Adelsaufgebots in die Flucht, doch hatte dieser Sieg auf den Ausgang des Kriegs keine Auswirkung. Danach griffen polnische Truppen des Adels zwar kaum noch in den Konflikt ein, aber daraus konnte der Orden keine Vorteile ziehen, da ihm nach Wegfall der Steuereinnahmen die Finanzkraft für die Anwerbung von weiteren Söldnertruppen fehlte. 1464 schied das Fürstbistum Ermland durch den von Bischof Paul von Legendorf in Neustadt Korczin mit dem Königreich Polen geschlossenen Sonderfrieden aus dem Preußischen Städtekrieg aus.

### Zweiter Friede von Thorn

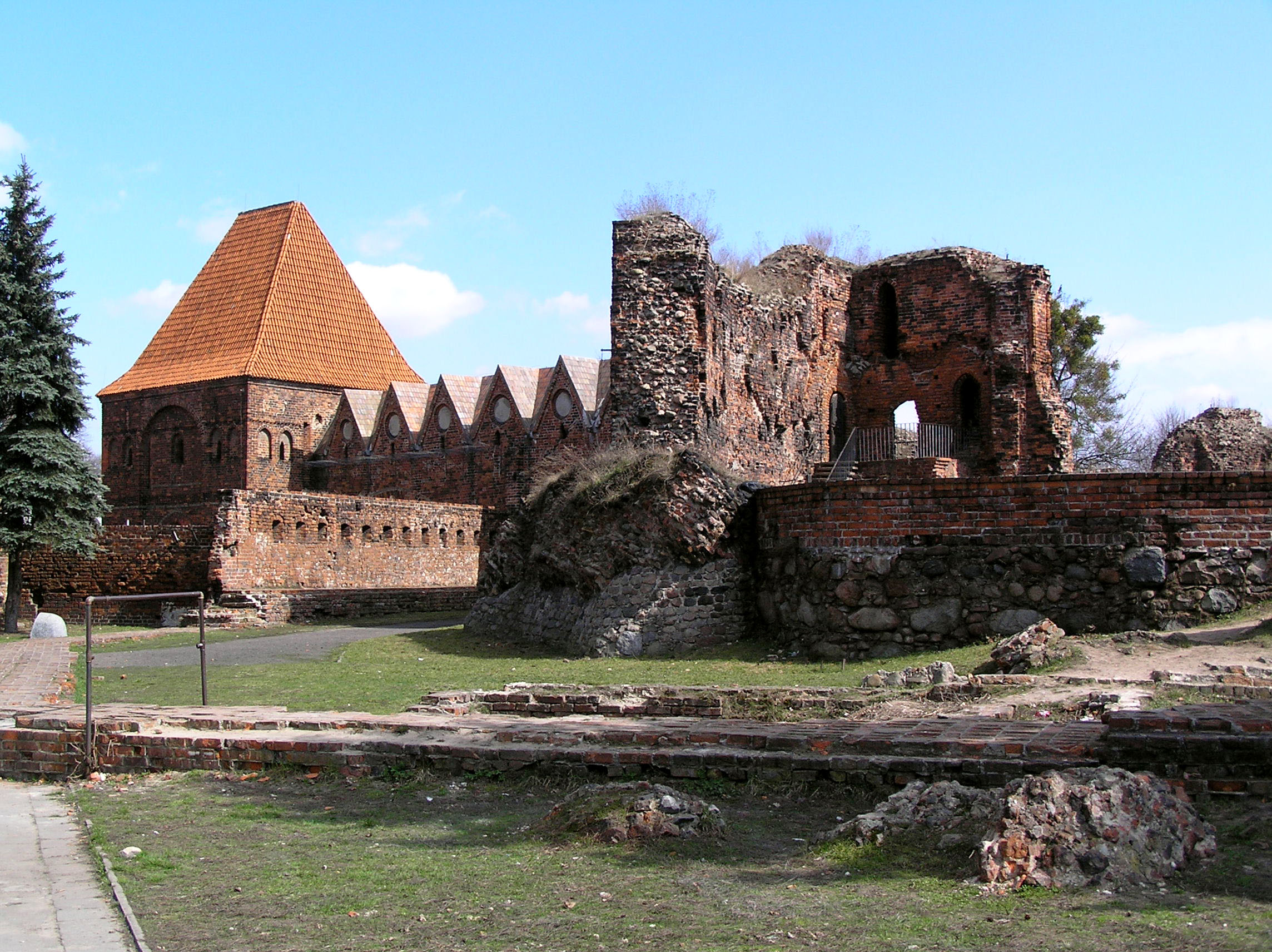
Ruine der im 15. Jh. von den Thorner Bürgern zerstörten Ordensburg

Im Jahre 1466 besiegelte der Zweite Friede von Thorn das entstandene Patt und teilte den Deutschordensstaat in Preußen entsprechend den Besitzverhältnissen auf. Während der Ostteil dem Deutschen Orden als polnisches Lehen verblieb, bildete das westliche Preußenland einen „autonomen deutschen Ständestaat unter polnischer Krone“, in dem die großen Städte Thorn, Elbing und besonders Danzig die Stellung von Stadtrepubliken einnahmen, ähnlich den Freien- und Reichsstädten im Heiligen Römischen Reich. Die Lande Lauenburg und Bütow gingen zu Pfand an Herzog Erich II. von Pommern-Wolgast als Dank für seine Unterstützung gegen den Deutschen Orden.
Die Eigenständigkeit des Königlichen Preußen gegenüber der Krone Polens zeigte sich besonders in der Preußischen Staatsbürgerschaft, eigener Staats-Verfassung, Beibehalt eigener Grenzen, sowie in der Garantie seiner Sonderrechte wie etwa ein eigener Landtag, eigene Landesregierung mit von Baysen als Gubernator, ein eigenes Gerichtswesen sowie eigene Münzrechte, deren Erhalt nicht unwesentlich zum Abfall vom Deutschen Orden beigetragen hatten, sowie eigene diplomatische Vertretungen und eigenes Militär der großen Städte. Es galt weiterhin das Culmer Recht, bekannt als „der alte Culm“.

### Preußischer Ständestaat unter polnischer Krone
Das weitgehend autonome „Preußen Königlichen Anteils“ war ein Ständestaat und hatte eigene Landtage auch mit Deutsch als Verhandlungssprache, eigene Landesregierung (Preußischer Landesrat mit zwei Kammern für Städte und Adel) und eigener Münze. Außerdem bestanden die eigene Wehrhoheit der großen Städte und ihr Recht, eigene diplomatische Verbindungen mit dem Ausland zu unterhalten. Sie wurden auch Gegenstand von Konflikten zwischen den Preußischen Ständen und dem polnischen König.
Hans von Baysen, ehemaliger Ordensritter und Anführer des Preußischen Bundes, wurde vereinbarungsgemäß durch den König zum Gubernator von Preußen ernannt, starb aber schon 1459. Sein Bruder Stibor von Baysen wurde als sein Nachfolger gewählt, jedoch schaffte der König 1467 den Posten ab. Die Stände ignorierten allerdings den königlichen Beschluss und betrachteten Stibor von Baysen weiter als ihren Gubernator des Landes. Erst 1472 ernannte König Kasimir Andreas ihn schließlich als Gubernator bzw. nur zum Anwalt und Hauptmann des Landes.
Im Jahr 1467 kam es zum Investiturstreit zwischen dem polnischen König Kasimir IV. dem Jagiellonen und dem Fürstbischof von Ermland, dem sogenannten „Pfaffenkrieg“, der von 1467 bis 1479 andauerte.
1476 erkannte Kasimir IV. das Rechtsbuch Alter Kulm als rechtlich bindenden Text im Ständestaat an.
Ungenügend geregelt war zwischen Preußen Königlichen Anteils einerseits und Polen andererseits unter anderem die gegenseitige Beistandspflicht im Fall kriegerischer Unternehmungen außerhalb der Landesgrenzen. Als Polen 1486 von Preußen Königlichen Anteils Geld und Hilfe für auswärtige kriegerische Maßnahmen gegen das expandierende Osmanische Reich verlangte, wurde ihm der Beistand zunächst mit dem Argument verwehrt, die gegenseitigen Vereinbarungen beträfen nur das Landesinnere, und erst 1490 lenkten die Preußen ein und bezahlten die Türkensteuer, wofür Kasimir dann der Stadt Danzig besonders dankte.

### Reformatorische Ideen und Hochmeisterkrieg
Reformatorische Ideen verbreiteten sich seit 1518 vor allem in den größeren Städten Danzig, Elbing und Thorn, wurden aber zunächst von Bischof Matthias Drzewicki von Kujawien und den Stadträten unterdrückt.
Der Krieg Polens mit dem Deutschen Orden von 1519 bis 1521 fand auch auf polnisch-preußischem Territorium statt.
In Danzig kam es seit 1522 zu Unruhen gegen den Rat, der 1525 abgesetzt wurde. Dabei wurden in fünf Kirchen erstmals protestantische Prediger angestellt und die Klöster in Besitz genommen.
1526 beendete König Sigismund diese Entwicklung, konnte aber die reformatorische Haltung vieler Bürger nicht beseitigen.
Das Fürstbistum Ermland blieb katholisch, der Fürstbischof Stanislaus Hosius war einer der wirksamsten Gegner jeder reformatorischer Bewegung im Königreich Polen und kann als Retter des Katholizismus bezeichnet werden.
Seit 1535 siedelten sich im Weichseldelta Mennoniten aus dem Südwesten des deutschen Sprachraums und aus den Niederlanden an und machten das Gebiet durch Entwässerungsmaßnahmen urbar. Sie entwickelten ihre Plautdietsch genannte niederdeutsche Mundart. Ihre protestantische Religion wurde geduldet.
Seit dem Privilegium von König Sigismund II. August von 1557 konnten die preußischen Städte offiziell evangelische Prediger anstellen. In den folgenden Jahrzehnten wurde Polnisch-Preußen überwiegend protestantisch (vgl. Reformation in Polen).

### Autonomer Teil der Adelsrepublik Polen-Litauen
Durch die Union von Lublin 1569 verschmolzen das Königreich Polen und das Großfürstentum Litauen zur Realunion Polen-Litauen, auch als Erste Rzeczpospolita bezeichnet. Mit dem bilateralen Einigungsprozess einher ging ein Versuch, das autonome Preußen Königlichen Anteils durch eine Art Staatsstreich in eine Provinz des polnischen Reichs umzuwandeln.
Dem Lubliner Reichstag war über Jahre „das immer offener hervortretende Bestreben der Polen“ vorausgegangen, „Westpreußen seiner 1454 festgestellten Sonderstellung zu berauben und durch Verwandlung der Personalunion desselben mit Polen in eine Realunion zur polnischen Provinz herabzudrücken.“ 1555 wiederholte König Sigismund II. August vor den polnischen Großen feierlich seine frühere Zusage, dass Preußen dem Reich als Provinz einverleibt werden solle. 1562 wurden die preußischen Landesboten zu dem polnischen Reichstag beschieden, jetzt schon unter Drohungen für den Fall des Ausbleibens. Die Reichstage von 1565, 1566 und 1567 wurden von den Preußen nicht beschickt; trotz Abwesenheit der preußischen Vertreter beschloss der polnische Reichstag in aller Form die Einverleibung Preußens in das polnische Reich.
Unter Androhung herber Strafen bei Zuwiderhandlung erklärte König Sigismund II. August in einem Dekret vom 16. März 1569 auf dem Lubliner Sejm, das den preußischen Landesboten am 18. März ausgehändigt wurde, als „höchster und einziger Ausleger aller Gesetze und Privilegien“, dass die preußischen Landesräte auch Räte des Reiches seien und im Reichsenat ihre Stellen haben und, so oft sie vom König von Polen gerufen werden, gehalten seien, in der preußischen Lande als auch des Reiches Angelegenheiten zu ratschlagen und im Reichsenat mit den Räten der Krone zu stimmen, „weil sie Eines unzertrennbaren Körpers Gliedmaßen sind und auf gleiche Art die preußischen Sendboten bei den polnischen sitzen und ratschlagen sollen“.
Die Stadtrepubliken Danzig, Thorn und Elbing waren als „Quartiersstädte“ des Preußischen Bundes im Reichstag von Polen-Litauen vertreten. Auch im Rahmen dieser „Königlichen Republik“ behielt das Königliche Preußen weitgehende autonome Sonderrechte. Es erhielt eine Reihe verfassungsrechtlicher Sonderregelungen, die ein neugewählter König Polens den Preußischen Landen erst genehmigen musste, bevor er von den Preußen anerkannt wurde. Spätere Könige und die Institutionen der Republik versuchten weiterhin, die Sonderstellung der Lande Preußen einzuschränken. Ein Beispiel war der Streit um die Siegel. Schließlich einigte man sich, für innerlandliche Urkunden (in deutscher Sprache) das preußische Siegel, welches in Elbing aufbewahrt wurde, zu benutzen, für Urkunden in polnischer Sprache das polnische.
Ein Konfliktfeld entstand in der zweiten Hälfte des 16. Jahrhunderts zwischen der Stadtrepublik Danzig und dem polnischen Königtum. Zum einen war Danzig die einzige Stadt in den Ländern der polnischen Krone, die sich weigerte, ihre Gesetze den Erfordernissen der Union von Lublin anzupassen. Zum anderen wollte der König eine polnische Kriegsflotte mit Standort in Danzig aufbauen, was die Stadt als Verletzung ihrer Wehrautonomie ansah. Die Delegation Danzigs unter Leitung Albrecht Gieses blieb sogar standhaft, als der König sie in Beugehaft nahm. Schließlich verzichtete der König gegen eine Ablösesumme auf die Flottenstationierung und die Unterhändler wurden wieder in ihre Ämter eingesetzt.
Nach diesem Tauziehen verweigerte Danzig 1577 dem neu gewählten König Stephan Báthory die Huldigung, bevor dieser nicht die Privilegien (vom 16. Juni 1454, 9. Juli 1455 und 25. Mai 1457 über eigene Außenpolitik, Recht auf unabhängige Kriegsführung, eigene Verwaltung, deutsche Amtssprache und Recht; sowie nach 1525/1557 auch lutherisches Bekenntnis) bestätigt hatte. Der König ließ Danzig im sogenannten Danziger Krieg belagern und den polnischen Warenexport sogar über Elbing leiten, bevor er schließlich doch einlenkte und die Privilegien bestätigte.
Seit der Reformation schwelten ständig religiöse Spannungen zwischen dem nach Dominanz strebenden und der Polonisierung zuarbeitendem polnischen katholischen Klerus und den Protestanten, die in der Bevölkerung die Mehrheit stellten. 150 Jahre später fielen im Thorner Blutgericht nach der Verwüstung eines Klosters 1724 mehrere Bürger der politischen Justiz des Königs von Polen zum Opfer, der allerdings niemand anders war als der zum Katholizismus konvertierte Kurfürst August der Starke von Sachsen. Vor diesem Hintergrund wurde die Oberhoheit der polnischen Krone spätestens im 18. Jahrhundert seitens des protestantischen Lagers als Fremdherrschaft empfunden.
Es hielt sich ein regionales Sonderbewusstsein, das eine gewisse Distanz sowohl zum polnischen König in Warschau – dem man dennoch pflichtgemäß diente – als auch zum Herzogtum Preußen – mit dem man sich historisch und kulturell eng verbunden fühlte – bedingte:

„Preußen ist von altersher ein freier und unabhängiger der Krone Polen niemals unterworfener Staat gewesen […] Nach der freiwilligen Übergabe der Lande Preußen an den König von Polen ist […] es […] eine besondere einzig und allein dem Könige, nicht aber der Republik unterworfene Provintz geblieben.“

Im Jus Culmense oder Culmischen Recht, dem Staatsrecht der gesamten Lande Preußens, die stets einen eigenen von Polen ganz abgesonderten Staatskörper behielten, sind alle Gesetze, Rechte und Willküren aufgeschrieben. 1767 wurde eine weitere Auflage bei Friedrich Bartels in Danzig gedruckt.

### Provinz Preußens

Westpreußen (gebildet aus dem ehemaligen Königlichen Preußen und im Süden und Südwesten um weitere ehemals polnische Gebiete erweitert) und Ostpreußen (ehemaliges Herzogtum Preußen), 1906.

Mit der Ersten Teilung Polen-Litauens 1772 endete die Geschichte des „Königlich-Polnischen Preußens“.
Einerseits hatte das Land infolge der Annexion durch König Friedrich II. seine landesrechtliche Sonderstellung sowie ständische Privilegien verloren und wurde den Gesetzen der Absoluten Monarchie des Hauses Brandenburg-Preußen unterworfen. Mit Ausnahme der Städte Danzig und Thorn wurde es zur neuen Provinz Westpreußen des Staates Preußen. Danzig und Thorn kamen erst mit der Zweiten Teilung Polen-Litauens 1793 dazu und verloren, ähnlich wie Elbing zuvor, ihren autonomen Status als Stadtrepubliken.
Andererseits fühlte sich das protestantische Lager von dem vom polnischen Klerus ausgehenden politischen Druck befreit, und die Juden erhielten normale Bürgerrechte zurück. So wurde beispielsweise der über Bromberg verhängte Judenbann aufgehoben.
Nach dem Ende des Ersten Weltkriegs kam der größte Teil Westpreußens an Polen.